# Einar M. Gyldenkrone
Einar Marius baron Gyldenkrone (20. september 1874 på Urup – 26. oktober 1946) var en dansk søofficer, bror til Carl Gyldenkrone.

## Karriere
Han var søn af ritmester Oscar Emil baron Gyldenkrone til Urup (1837-1892) og Marie Christine Josephine Mørck (1842-1917). Gyldenkrone blev 1892 kadet i Søværnet, 1896 sekondløjtnant og samme år med skonnerten St. Thomas til Dansk Vestindien, 1901 premierløjtnant, 1903-04 med krydseren Heimdal til Middelhavet, 1905 lærer i artilleri ved Kadetskolen, 1909 adjudant hos eskadrechefen, blev 1912 kaptajn, 1913 adjudant hos Forsvarsministeren, var 1915-18 og 1919-20 adjudant hos H.M. Kong Christian X (bl.a. under Påskekrisen), blev 1918 undersøtøjmester, var 1920-24 lærer ved Søofficersskolen, 1920-21 næstkommanderende i panserskibet Peder Skram under vinterudrustning, 1922 chef for inspektionsskibet Fylla (fiskeriinspektion ved Island), 1923 chef for torpedobådsflotillen i eskadre, 1924 og 1925 chef for Kongeskibet Dannebrog, blev 1925 orlogskaptajn, 1926 og 1927 stabschef i eskadre, blev 1928 kommandørkaptajn, 1929 chef for orlogsskibet Peder Skram i eskadre og var 1929-30 stabschef hos viceadmiralen. 1930 blev Gyldenkrone kommandør og chef for Søartilleriet (fra 1932 med titel af direktør).
Han skrev Lærebog i Søartilleri (1911) og Haandbog i Søartilleriets Materiel (1923).

## Tillidshverv og hæder
1910-12 var han formand for Søe-Lieutenant-Selskabet. Han blev 1933 kammerherre. 5. februar 1916 blev han Ridder af Dannebrogordenen, 9. maj 1925 Dannebrogsmand, 9. maj 1932 Kommandør af 2. grad og slutteligt af 1. grad. Han bar Hæderstegnet for god tjeneste ved Søetaten samt en lang række udenlandske ordener.
31. januar 1902 ægtede han i Vor Frue Kirke Betty Marie Sally (14. marts 1878 i København - 19??), datter af etatsråd, overretssagfører Arthur Joachim Godske Sally (1845-1925) og Ida Marie født Thiele (1849-1935).